# Jaroslav Černigoj
Jaroslav Černigoj, slovenski arhitekt, * 1. junij 1905, Bovec, † 10. januar 1989, Maribor.

## Življenje in delo
Jaroslav Černigoj, brat arhitekta Milana Černigoja, je leta 1929  diplomiral pri prof. Jožetu Plečniku na oddelku za arhitekturo ljubljanske Tehniške fakultete. V začetku tridesetih let 20. stoletja je z Aleksandrom Devom v Mariboru ustanovil projektivni biro, katerega delo pomeni temelje sodobne mariborske arhitekture. Njune realizacije, zlasti Hranilnica dravske banovine (kasneje Kreditna banka Maribor) zgrajena v letih 1931−1932, kažejo odmik  od Plečnikovih izhodišč v smeri funkcionalizma, hkrati pa ohranjajo pretehtano kompozicijo in skrbno oblikovanje detaljev. Leta 1935 se je Černigoj zaposlil pri mestnem gradbenem uradu in do 1938 izdelal regulacijski načrt Maribora ter več projektov za ureditev nekaterih mestnih ambientov.
Po koncu vojne je sodeloval v obnovi Maribora in pripravil nov regulacijski načrt. Večino njegovega dela iz tega obdobja predstavljajo industrijske zgradbe (med drugimi novi objekti v Tovarni avtomobilov Maribor, 1949-1950), stanovanjska naselja (naselje na Teznem) in šolske stavbe (osnovna šola na Teznem, 1953-19569). Kot arhitekt konservator republiškega Zavoda za spomeniško varstvo je po letu 1957 obnavljal mariborsko stolnico in baziliko na Ptujski Gori ter Rimsko nekropolo v Šempetru v Savinjski dolini. Ukvarjal se je tudi z grafičnim oblikovanjem in publicistiko.